# 代比德

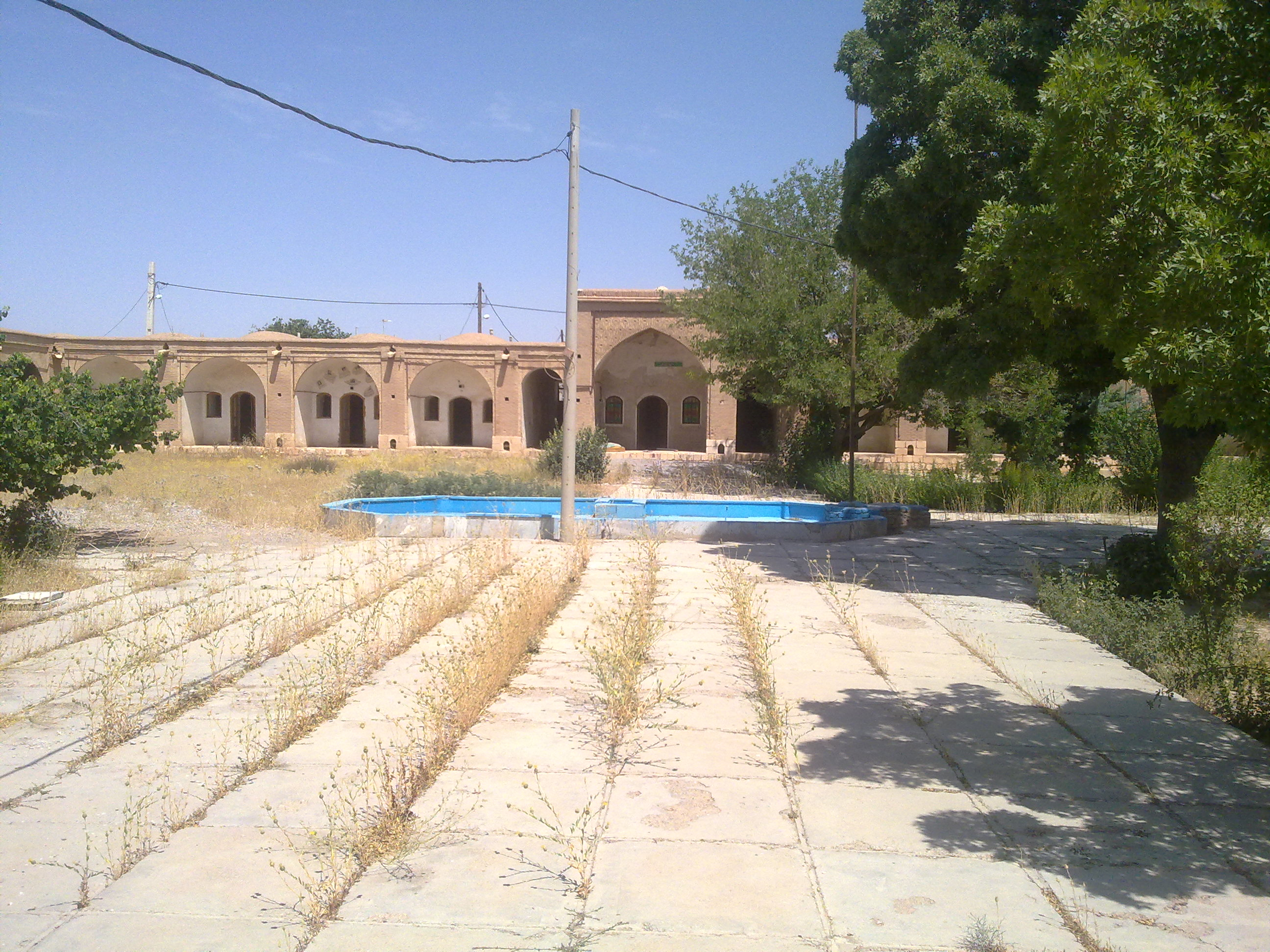
代比德的商队旅馆

代比德是伊朗的城市，位於該國南部札格羅斯山脈東南部，由法爾斯省負責管轄，距離首府設拉子約125公里，海拔高度2,294米，2006年人口22,254。